# Tito Livio Burattini
Tito Livio Burattini (Agordo, 8 marzo 1617 – Varsavia, 1680/1682[?]) è stato un matematico, cartografo ed egittologo italiano.

## Biografia
Nato ad Agordo da un'antica famiglia della nobiltà, di Tito Livio Burattini non si conoscono bene le vicende legate all'infanzia e di conseguenza rimangono oscure le notizie legate ai suoi studi giovanili. Alla fine del 1637 si recò in Egitto ove rimase fino al 1641. La sua attività in Egitto era finalizzata alla realizzazione di un’opera da lui denominata La descrizione di tutto l’Egitto: questa doveva consistere nella realizzazione della carta geografica generale dell’Egitto costruita misurando la longitudine e la latitudine delle località più importanti e determinando poi la collocazione delle altre località mediante triangolazioni, nello studio delle realizzazioni umane e dei costumi degli abitanti, nell'interpretazione dei geroglifici, nel rilievo di piramidi, obelischi, ecc., nello studio dei procedimenti di mummificazione, nell'osservazione degli aspetti naturalistici, tra i quali il misterioso fenomeno delle piene del Nilo.
Egli non vi arrivò impreparato, bensì ricco di letture e di studi sull'argomento, sia degli autori classici, primo fra tutti Erodoto, ma anche Strabone, Diodoro Siculo, Plinio, sia dei “moderni”, quali G. B. Ramusio e P. Alpino; era inoltre dotato di conoscenze tecniche per la rilevazione della longitudine e dei procedimenti di triangolazione per le misure geodetiche. In particolare erano le piramidi ad esercitare sul giovane Burattini un grande fascino, soprattutto per la loro prodigiosa capacità di sfidare il tempo, poiché egli riteneva che fossero le costruzioni più durature che l’umanità avesse mai realizzato: la parte più interna della grande piramide di Giza, fatta di tenacissimo marmo tebaico e protetta esternamente da un’immensa massa muraria di calcare, poteva durare secondo Burattini quasi quanto durerà il mondo.
Burattini penetrò quattro volte nella grande piramide. La terza volta, nel 1639, ebbe al suo fianco John Greaves, astronomo e matematico del Gresham College di Londra e futuro autore del più importante trattato di piramidologia del tempo, nella quale riconoscerà il contributo offerto da Burattini alla realizzazione della sua opera. Ne La descrizione di tutto l’Egitto la parte riguardante le piramidi, di cui aveva realizzato numerosi rilievi, doveva essere assai cospicua e avrebbe potuto competere con l'opera del Greaves. Purtroppo La descrittione di tutto l'Egitto gli fu sottratta nel 1645 da una banda di predoni mentre attraversava l'Ungheria e di quelle carte nulla è rimasto.
Dopo un viaggio per l'Europa si stabilì nel 1642 in Polonia. A Cracovia fu assistente di monsignor Stanislaw Pudlowski, rettore dell’Università Jagellonica di Cracovia. Presso di lui ebbe la possibilità di studiare le opere galileiane, in particolare i Discorsi e dimostrazioni matematiche, che diventò il suo testo privilegiato di studio. Incoraggiato dal Pudlowski, si interessò della ricerca di una misura universale e a tale scopo costruì una bilancia di elevata precisione, con cui misurò la densità di alcune sostanze (straordinariamente precisa quella del mercurio) ed il rapporto tra i volumi del cubo e della sfera in esso inscritta. Di tale bilancia fornì una dettagliata descrizione in un trattatello intitolato La bilancia sincera.
Mario Gliozzi ritrovò le fonti originarie che dimostrano come egli fu uno dei precursori del sistema metrico decimale. Definì il metro (termine usato per la prima volta) come la lunghezza di un pendolo la cui oscillazione dura un secondo. All'epoca si riteneva che questa grandezza fosse indipendente dal luogo in cui si svolgeva l'esperimento. Dall'unità di lunghezza derivò un'unità di peso, definendola pari a quello dell'acqua contenuta in un cubo con lato 1/16 di metro cattolico.
(Tito Livio Burattini, "Misura Universale")

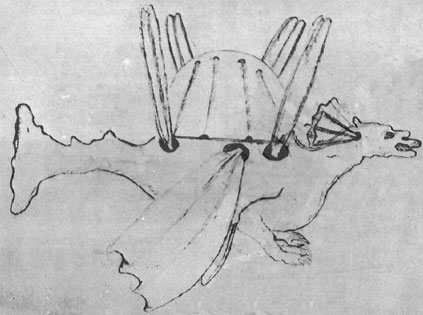

In questo stesso periodo lavorò ad un progetto per la realizzazione di una macchina, "il Dragone volante", che avrebbe dovuto permettere il volo umano.
Del dragone volante le cronache dell’epoca e le lettere esistenti riferiscono della costruzione di un modello su scala ridotta (4 piedi) capace di sostenersi in aria grazie allo scotimento di quattro ali aventi funzione portante e di altre due aventi funzione propulsiva, ali azionate da un complesso sistema di ingranaggi a sua volta azionato da una corda tirata orizzontalmente. Secondo la testimonianza del segretario della regina di Polonia, Pierre de Desnoyers, che avrebbe assistito personalmente all'esperimento, questo modello si sarebbe sollevato da terra portando a bordo un gatto, che, se fosse stato capace di azionare da sé la corda, si sarebbe auto sostenuto in aria. Dalle lettere del Desnoyers risulta che il passaggio dal modello di quattro piedi alla costruzione del dragone volante vero e proprio, capace di sollevare due uomini e dotato di paracadute, non sia stato possibile per l’indisponibilità dei sovrani di Polonia a finanziare l’opera a causa delle disastrate condizioni del tesoro del Regno.

Burattini realizzò la prima  calcolatrice meccanica italiana, che riprendeva le idee della pascalina, e ne fece dono al granduca di Toscana, Ferdinando II de' Medici. Al Museo Galileo di Firenze è esposto uno strumento noto come macchina calcolatrice di Burattini.

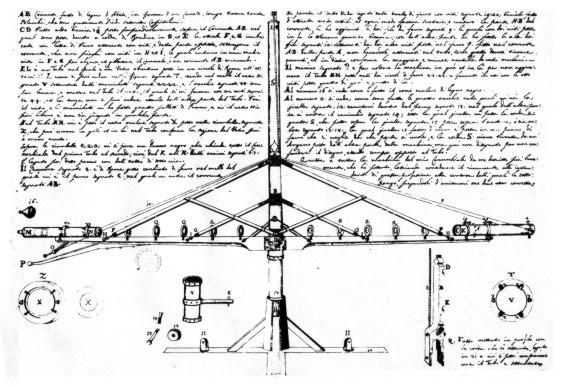
Disegno e descrizione autografa di un telescopio di 60 piedi di focale allegati ad una lettera di Burattini a Pierre Des Noyers del 4 settembre 1665, Parigi, Biblioteca Nazionale, Corrispondenza Boulliau

Burattini fu anche molto attivo come costruttore di lenti e di telescopi. Nel 1665 comunicò ad Adrien Auzout la notizia dell’osservazione di macchie sul disco di Venere con un cannocchiale di 35 braccia di propria costruzione. La notizia venne pubblicata da Le Journal des Sçavants e da Philosophical transactions. Successivamente Le Journal des Sçavants, nell'articolo di presentazione delle osservazioni delle ombre dei pianeti medicei sul disco di Giove da parte del Cassini, avrebbe esortato i "curiosi" a perfezionare i grandi telescopi al fine di avvistare anche sugli altri pianeti dettagli utili alla determinazione dei loro periodi di rotazione, citando come incoraggiante esempio le osservazioni venusiane di Burattini.
Un paio d’anni dopo lo stesso Cassini avrebbe osservato macchie sul disco di Venere, pur riconoscendo la difficoltà di riconoscerle con certezza, e avrebbe azzardato una stima del periodo di rotazione. Burattini era certo che i suoi telescopi fossero in grado di sostenere il confronto con quelli dei due più celebrati ottici italiani dell'epoca, Giuseppe Campani ed Eustachio Divini, e a tale scopo si mise all'opera per costruire un cannocchiale da 20 braccia da inviare a Firenze in due esemplari per essere confrontato con quelli da 20 braccia del Campani e del Divini. Da questo ambizioso proposito viene però distolto dalle vicende legate alla guerra civile ed alla gestione della zecca del granducato di Lituania. Alla fine degli anni ’60 costruì delle lenti da utilizzare nella realizzazione del maximus tubus difocale del grande astronomo di Danzica Johannes Hevelius, con cui intrattenne un'assidua corrispondenza. Burattini progettò pure un ingegnosissimo micrometro filare da inserire nel piano focale dei telescopi per la misura delle distanze angolari.
Burattini ebbe la stima della regina di Polonia Maria Luigia Gonzaga, che gli affidò incarichi diplomatici per l'Europa. Si sposò con una nobile e ricca polacca divenendo cittadino polacco. Nel corso dei quasi quarant'anni trascorsi in Polonia ottenne l’incarico di “architetto del Regno”, gli venne affidata la gestione di miniere, della zecca Reale e della zecca del Granducato di Lituania e gli fu conferito il comando militare di Varsavia durante la guerra contro i Turchi.
Nonostante i gravosi impegni, le sue indagini scientifiche proseguirono: nella città di Vilna fu stampata la sua opera Misura Universale nel 1675. La morte lo colse povero e sofferente.

## Opere principali
In Misura Universale (1675), l'autore stabilì una misura lineare universale: il metro cattolico, misura pari alla lunghezza di un pendolo la cui oscillazione dura un secondo. 

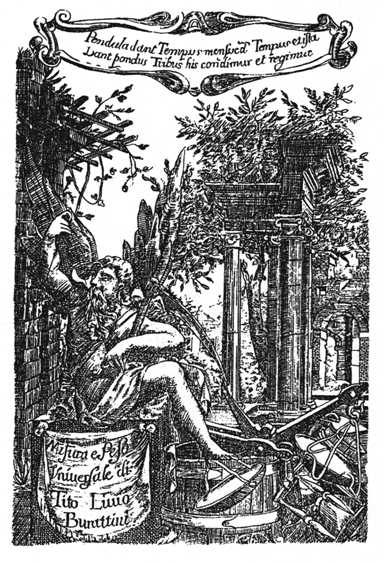
Frontespizio del volume "Misura Universale", Tito Livio Burattini, 1675

La prima pagina dell'opera recita: "MISURA UNIVERSALE overo trattato nel qual' si mostra come in tutti li Luoghi del Mondo si può trovare una MISURA, & un PESO UNIVERSALE senza che habbiano relazione con niun'altra MISURA, e niun altro PESO, & ad ogni modo in tutti li luoghi saranno li medesimi, e saranno inalterabili, e perpetui sin tanto che durerà il MONDO". L’opera viene stampata a Vilna nel 1675 e dedicata a tutti li Principi Sovrani allo scopo di convincerli dell’opportunità di unificare pesi e misure per favorire il progresso dello scambio internazionale e della pace tra i popoli. L’autore suggerisce ai sovrani di non imporre l’adozione della misura universale in modo coercitivo, ma di permetterne l’uso accanto a quello delle vecchie misure regionali ed in particolare di consentire ai forestieri di comprare e vendere alla misura universale. In tal modo l’uso della misura universale si sarebbe imposto in breve tempo in tutti i paesi, scacciando quello delle altre misure.
L’autore delinea con molta lucidità i requisiti che deve possedere un sistema di unità di misura per essere universale: esso dovrà essere ovunque riproducibile sulla superficie terrestre e inalterabile nel tempo e per avere tali caratteristiche dovrà essere fondato esclusivamente su leggi inalterabili della filosofia naturale e su costanti di natura. La legge cui fa ricorso per realizzare il proprio scopo è la legge, che lui chiama meravigliosa, dell’isocronismo del pendolo, esposta da Galileo sia nel Dialogo sui massimi sistemi, sia nei Discorsi e dimostrazioni matematiche. Le costanti che utilizza sono il periodo di rotazione della terra che fornisce il campione primario di tempo e la densità dell’acqua piovana raccolta in particolari condizioni meteorologiche, grazie alla quale introdurrà l’unità di massa. L'unità di lunghezza, denominata metro cattolico, viene definita come la "lunghezza di un pendolo, che fà una vibrazione nel tempo di un minuto secondo, cioè, che faccia in un hora 3600 vibrazioni".  
```

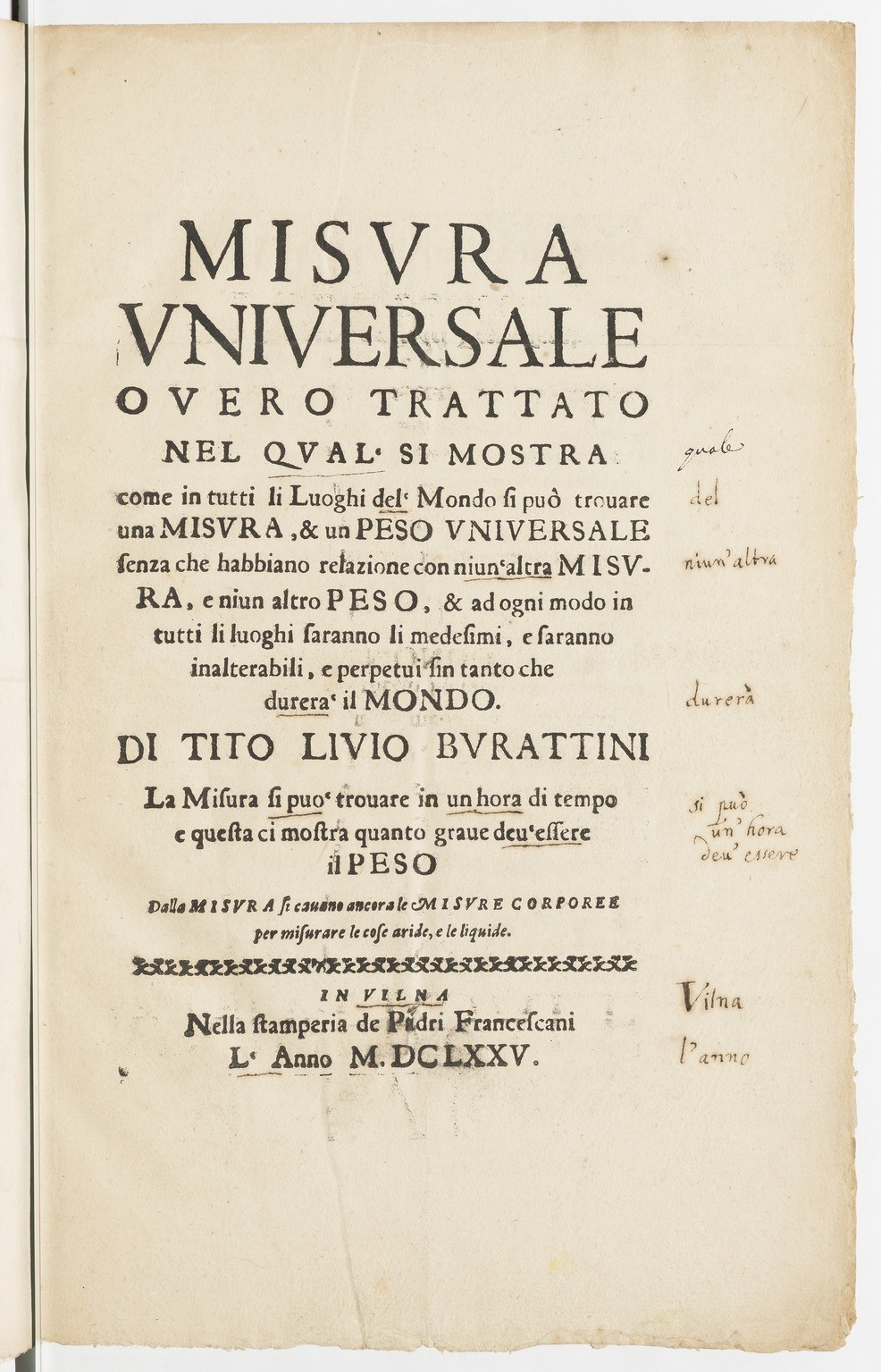
Prima pagina dell'opera Misura Universale, Tito Livio Burattini, 1675

La riproducibilità di tale campione di lunghezza in qualsiasi luogo garantisce l’universalità della misura.
```

Tale riproducibilità si basa sulla tacita assunzione che il campo di gravità terrestre sia ovunque uniforme. Burattini non è al corrente che altri prima di lui, come Christopher Wren della Royal Society di Londra, avevano già pensato di definire l’unità di lunghezza, facendo ricorso alla legge dell’isocronismo del pendolo. Non è nemmeno al corrente della scoperta che la validità di tale legge è limitata alle oscillazioni di piccola ampiezza, contrariamente all'ipotesi di Galileo, e che un pendolo per poter essere isocrono per qualsivoglia ampiezza di oscillazione, dovrebbe descrivere non un arco di circolo, bensì un arco di cicloide, come dimostrato da Huygens nella sua opera Horologium oscillatorium. Non è neppure informato sui risultati di una spedizione in Cayenna dell’Accademia Francese delle Scienze di qualche anno prima, tra i quali l’osservazione che un orologio all'equatore oscilla più lentamente di quanto farebbe alla latitudine di Parigi a causa del suo minor peso, risultato questo che compromette seriamente la riproducibilità del campione di lunghezza in ogni luogo della superficie terrestre.
Una volta definito il Metro Cattolico, Burattini si occupa del problema della sua divisione e, pur concedendo ampia libertà di scelta su tale questione, suggerisce, perché più ragionevole di tutte, una divisione basata su un criterio binario. L’unità di volume che Burattini poi introduce non è, come coerenza vorrebbe, il cubo di spigolo lungo un Metro Cattolico, bensì la sua quattromilanovantaseiesima parte, cioè il cubo di spigolo pari ad un sedicesimo di Metro Cattolico. Tale scelta è giustificata da considerazioni di "comodità" in riferimento all'introduzione dell'unità di massa. La massa dell’acqua piovana contenuta in un volume unitario costituirà l’unità di massa. L'uso dell'acqua piovana quale sostanza campione per la definizione della massa unitaria è suggerito a Burattini dalla notevole costanza della sua densità, che, fin dal tempo della realizzazione Bilancia sincera, era stata misurata con grande accuratezza. Si completa così la costruzione del sistema metrico di Burattini, che risulta in definitiva fondato su un unico campione primario (il periodo di rotazione terrestre) e su due costanti fisiche (l'accelerazione di gravità, la cui supposta uniformità su tutta la superficie terrestre permette di introdurre l'unità di lunghezza per mezzo dell'isocronismo del pendolo, e la densità dell'acqua piovana, la cui costanza in particolari condizioni consente di definire il campione di massa).
La bilancia sincera (1645) è poi un trattato che corresse e in parte modificò quanto sostenuto da Galileo sulla bilancia idrostatica, individuando con maggiore precisione i pesi specifici dei metalli preziosi.

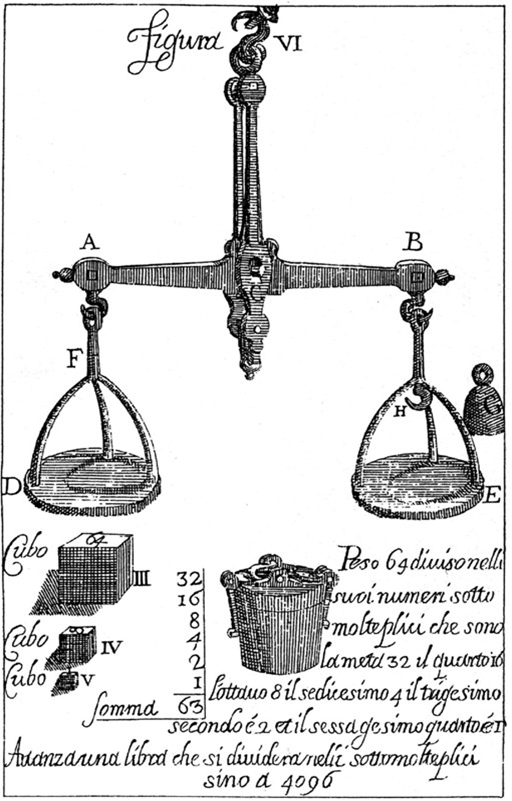
Tito Livio Burattini, Misura Universale, 1675